# Jiří Sedlák
Jiří Sedlák (* 21. srpna 1938) byl český a československý politik, po sametové revoluci poslanec Sněmovny lidu Federálního shromáždění za Komunistickou stranu Československa, později za KSČM.

## Biografie
Ve volbách roku 1990 byl zvolen do Sněmovny lidu (volební obvod Severočeský kraj) jako bezpartijní za KSČ (KSČS), která v té době byla volným svazkem obou republikových komunistických stran. Slib složil až dodatečně v červenci 1990. Po postupném rozvolňování se KSČM rozpadla na samostatnou stranu na Slovensku a v českých zemích. V roce 1991 proto Sedlák přešel do poslaneckého klubu KSČM. Ve Federálním shromáždění setrval do voleb roku 1992.